# Ligovskij prospekt
Ligovskij prospekt (in russo Лиговский проспект?) è una stazione della Linea Pravoberežnaja, la Linea 4 della metropolitana di San Pietroburgo. È stata inaugurata il 30 dicembre 1991.